# 邁尼茨湖

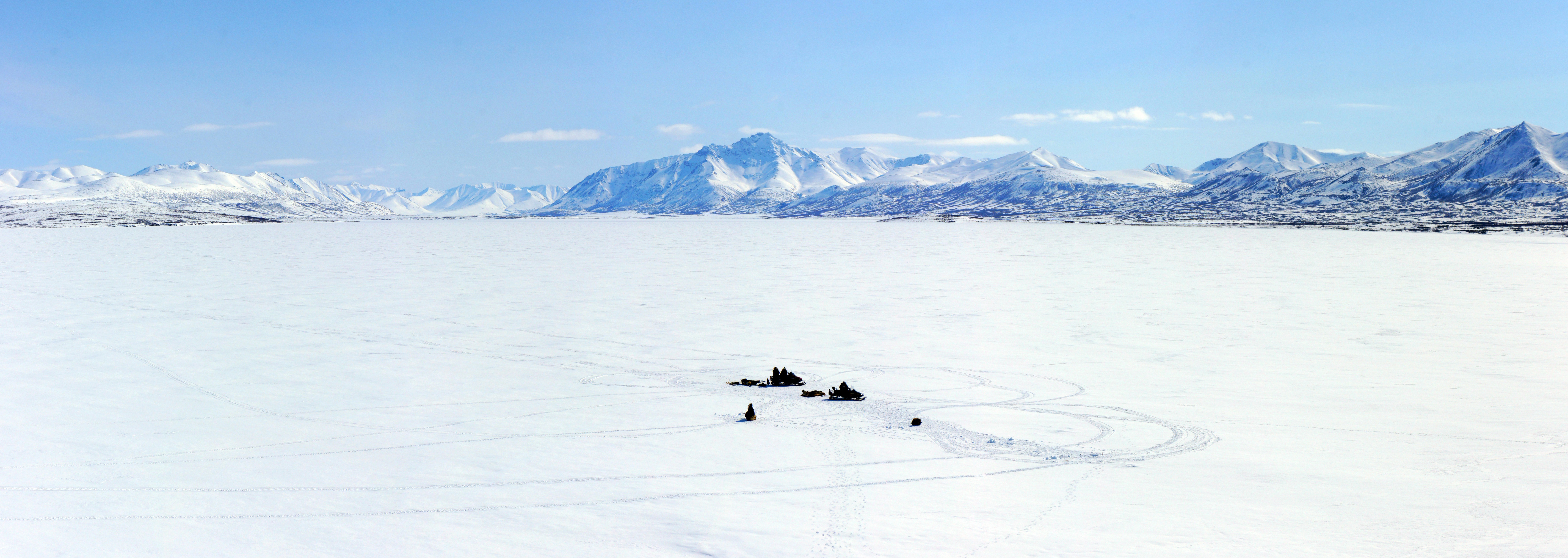

邁尼茨湖（俄语：Майниц），是俄羅斯的湖泊，位於該國東北部楚科奇自治區，由阿納德爾區負責管轄，長20公里、寬5.2公里，面積60平方公里，集水區面積569平方公里。